# Guerre des Toyota
Conflit tchado-libyen
La guerre des Toyota est la dernière phase du conflit tchado-libyen, qui se déroule de janvier à septembre 1987 au Tchad et dans le Sud de la Libye. Cette dénomination vient de l'importante utilisation de pick-up de cette marque par l'armée tchadienne comme technical (un type de véhicule de combat improvisé).
Le conflit trouve son origine dans la guerre civile tchadienne (1965-1979) qui aboutit à une confrontation entre le Gouvernement d'Union nationale de transition, soutenu par la Libye de Mouammar Kadhafi, et Hissène Habré, soutenu par la France et les États-Unis. Ce dernier prend le pouvoir au premier en 1982 engendrant une intervention de l'armée libyenne qui envahit le Tchad l'année suivante. En conséquence, l'armée française intervient à son tour et refoule les Libyens et le GUNT au Nord du 16e parallèle qui sépare alors le pays en deux, la moitié Sud, le Tchad « utile », restant sous le contrôle du gouvernement de Habré. Par la suite, le président français François Mitterrand conclut avec Mouammar Kadhafi un accord engageant les deux pays à retirer leurs forces pour laisser les Tchadiens résoudre leurs différends. La France rappelle donc ses troupes mais Kadhafi ne respecte pas l'arrangement et maintient les siennes, construisant même des infrastructures militaires sur le territoire tchadien. En 1986, les affrontements reprennent entre les deux partis aboutissant à une nouvelle opération militaire française, dont la composante est principalement aérienne et antiaérienne. Durant cette période, les factions qui composent le GUNT se désolidarisent du mouvement et peu à peu l'armée libyenne se retrouve quasiment seule.
C'est le moment que choisit Habré pour lancer une offensive, début 1987, avec une armée rééquipée par ses alliés occidentaux et soutenue par l'aviation française. Elle libère une à une toutes les villes du Nord à l'exception d'Aozou (que la Libye a annexée dans les années 1970 à la suite d'un différend territorial) et mène même une attaque en territoire libyen en septembre. La défaite est sans appel pour Kadhafi qui perd un dixième de son armée et un grand nombre de blindés et d'aéronefs ; il est contraint d'accepter un cessez-le-feu le 11 septembre 1987. Le cas de la bande d'Aozou, longeant la frontière entre la Libye et le Tchad, sera porté devant la Cour internationale de justice qui rendra son verdict en 1994 en faveur de ce dernier.

## Contexte

### Instabilité politique du Tchad
Le Tchad est une ancienne colonie française qui a obtenu son indépendance en 1960. Au milieu de la décennie, la politique autoritaire et les réformes de son président, François Tombalbaye, provoquent des rébellions dans les ethnies du Nord et du Centre du pays qui s'estiment lésées par celles-ci. Des affrontements de plus en plus violents entre l'armée et ces clans ont lieu et le 22 juin 1966 se forme au Soudan le Front de libération nationale du Tchad (ou FROLINAT), un mouvement qui regroupe plusieurs factions rivales cherchant à renverser le pouvoir central « sudiste ». La menace pour ce dernier devient suffisamment importante pour que Tombalbaye fasse appel à la France en 1968, en vertu des accords de défense entre les deux pays. L'opération Limousin est alors déclenchée par l'armée française qui déploie jusqu'à 2 500 hommes et des moyens aériens conséquents pour repousser les rebelles, armés par la Libye à partir de 1969, dont le colonel Mouammar Kadhafi vient de prendre la tête par un coup d'État. Après la stabilisation de la situation, la plupart des unités sont rapatriées en France au cours de l'année 1972,.

### Contentieux territorial tchado-libyen
La frontière entre la Libye et le Tchad, lors de l'indépendance de celui-ci, date d'une convention conclue en 1898 par la France et la Grande-Bretagne sur les limites de leurs sphères d'influence coloniales respectives. Elle est complétée en 1899 puis confirmée par une nouvelle convention en 1919. Mais en 1935, un traité entre la France et l'Italie (qui vient de coloniser la Libye) place cette frontière environ 100 km plus au sud, l'espace entre les deux « versions » forme alors une bande qui sera baptisée Bande d'Aozou du nom de la principale localité qui s'y trouve. Ce traité n'est cependant pas ratifié et n'entrera jamais en vigueur. En 1955, la France et la Libye (indépendante depuis quatre ans) signent un « Traité d'amitié et de bon voisinage » qui reconnaît le tracé de 1898 comme frontière entre ce pays et l'AEF. Néanmoins, le chef d'État libyen, Mouammar Kadhafi, le conteste, arguant de ce que des accords conclus par des puissances coloniales sont non valides, que la Libye n'était pas encore complètement indépendante en 55 (parce que c’était avant son arrivée au pouvoir), et que des troupes françaises s'y trouvaient à ce moment (en réalité depuis les combats de la Seconde Guerre mondiale contre les forces de l'Axe). De ce fait, et dans une logique de politique de puissance, la Libye occupe militairement la Bande d'Aozou en 1973 puis l'annexe formellement. Par la suite, plusieurs événements accélèrent l'escalade du conflit. En 1974, une faction du FROLINAT, les Forces armées du Nord (ou FAN) dirigées par Hissène Habré, enlèvent deux Français et un Allemand (dont la femme est tuée) puis exécutent le négociateur envoyé gérer leur libération. La même année, le Président français Georges Pompidou, qui menait une politique de rapprochement avec la Libye, meurt. Son successeur, Valéry Giscard d'Estaing, va au contraire soutenir, à partir de 1978, une conciliation entre le pouvoir central tchadien et les FAN, la branche du FROLINAT la plus hostile aux Libyens. En 1975, le Président tchadien François Tombalbaye est assassiné lors d'un coup d'État d'une partie de l'armée et remplacé par Félix Malloum. Ce dernier conteste l'annexion de la bande d'Aozou et demande à la France de retirer ses dernières forces restées au Tchad – il signe néanmoins un accord de défense avec elle en 1976. Malloum tente ensuite de trouver un terrain d'entente avec le FROLINAT et s'allie avec Habré puis le nomme Premier ministre fin 1978, mais tout le reste du mouvement, maintenant directement appuyé par l'armée libyenne qui l'équipe en matériel moderne, lui reste hostile,.

### Invasions libyennes
En 1978, le FROLINAT, mené par son principal leader Goukouni Oueddei, et épaulé par l'armée libyenne, lance une offensive vers la capitale N'Djamena, ce qui pousse le Président Félix Malloum à demander l'aide de la France qui intervient militairement dans le cadre de l'opération Tacaud. La situation se stabilise mais début 1979, le Premier ministre Hissène Habré en conflit avec Malloum tente de prendre le pouvoir avec ses hommes, aidé par Oueddei avec qui il s'allie momentanément. Finalement, le président s'exile et onze factions issues du FROLINAT, des restes de l'armée tchadienne et des FAN de Habré forment un Gouvernement d'Union nationale de transition (ou GUNT) lors d'une conférence à Lagos en août. Oueddei en est le président et Habré le ministre de la défense, ils repoussent les attaques libyennes dans le Nord avec l'aide de l'aviation française. Mais l'équilibre ne tient pas longtemps, en mars 1980, Habré s'empare de la capitale et chasse le GUNT qui doit faire appel à Kadhafi, lequel en profite pour le contrôler de plus près et réinvestir le pays par la force à la fin de l'année. Il projette sa fusion avec la Libye, ce qui inquiète la France qui veut préserver son influence, plusieurs pays africains qui voient d'un mauvais œil cet expansionnisme, mais aussi les États-Unis (où Reagan vient tout juste d'être élu) qui cherchent de plus en plus à écarter Kadhafi le considérant comme la porte d'entrée des soviétiques dans la région. Ils font pression sur les Libyens pour qu'ils se retirent du Tchad, et soutiennent Habré qui a fui au Soudan voisin pour reformer ses forces. Celui-ci reprend le pouvoir en novembre 1981 et expulse le GUNT qui se réfugie une fois de plus dans le Nord sous la protection de l'armée libyenne. Après une restructuration, ceux-ci lancent alors une 4e attaque vers le Sud en juin 1983, précipitant une nouvelle intervention française en août ; l'opération Manta, sur insistance de Habré et de Reagan. Forte de 3 500 hommes et de moyens aériens, celle-ci arrête l'invasion sur le 16e parallèle qui devient, de fait, une ligne de démarcation entre les deux partis, une « ligne rouge » à ne pas franchir. Pour éviter l'escalade, François Mitterrand et Kadhafi concluent de retirer leurs forces respectives dans le pays, aussi les militaires français sont évacués fin 1984. Mais les Libyens ne respectent pas l'accord, au contraire, ils renforcent leurs positions et construisent des infrastructures militaires l'année suivante, accentuant leur mainmise sur le GUNT et le Nord, qu'ils projettent d'annexer,,,,,.
On peut donc voir ce conflit à l'échelle locale comme un affrontement politique et ethnique aboutissant à une lutte de pouvoir entre seigneurs de guerre. Mais aussi à l'échelle régionale comme un affrontement territorial entre deux pays. Et enfin à l'échelle internationale comme une lutte d'influence entre différents pays au Tchad, s'inscrivant dans un contexte de guerre froide entre les États-Unis et l'URSS,.

## Forces en présence

### Armée tchadienne (FANT)
,,,,,,

### Armée libyenne

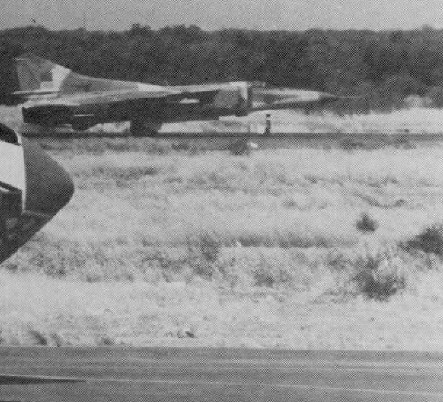
MiG-23 libyen sur la piste de la base de Faya-Largeau

,,,,

## Opérations militaires préliminaires (1986)

### Combats pour Kouba Olanga et Oum Chalouba
Conforté par la supériorité de ses forces lors des précédents engagements contre l'armée tchadienne et par le repli des unités françaises, qu'il interprète comme la volonté de lui laisser les mains libres, Kadhafi lance une grande offensive au Sud du 16e parallèle début février 1986. L'armée libyenne déploie 5 000 hommes, soutenus par des chars, de l'artillerie et un appui aérien, conjointement à plusieurs milliers de miliciens du GUNT. Le 10 février, ils assaillent Kouba Olanga et capturent Kalait (ou Oum Chalouba) situées sur la ligne de démarcation. Mais rapidement les Tchadiens contre-attaquent, employant pour la première fois leurs nouveaux équipements, et le 13 février ils reprennent la ville puis refoulent leurs opposants vers le Nord. Ce combat marque un tournant dans le rapport de force entre les deux belligérants, désormais à l'avantage du Tchad. C'est également une rupture du statu quo qui précipite les affrontements qui seront décisifs,,.

### Raids aériens
Depuis fin 1984, l'armée française surveille régulièrement les activités libyennes au Nord du Tchad par le biais de reconnaissances aériennes lancées depuis la Centrafrique ou la France. Les observations, principalement des bases de Fada, Faya-Largeau et surtout Ouadi Doum, mettent en évidence d'imposants aménagements sur cette dernière. Une piste de 3 800 m a été assemblée et elle peut désormais accueillir n'importe quel appareil, en outre, plusieurs systèmes de défense antiaérienne à courte et moyenne portées ont été installés. La menace qu'elle représente, en complète contradiction avec l'engagement de Kadhafi de se retirer du pays, font envisager à la France une frappe aérienne pour la neutraliser. Elle est décidée le 16 février en riposte à l'offensive libyenne, c'est l'opération Tryonix ; 11 Jaguar escortés de 8 Mirage F1 partis de Bangui détruisent la piste de la base, notamment au moyen de bombes spécifiques à cet usage. Les Libyens sont totalement pris au dépourvu car l'approche à basse altitude des avions n'a pas permis à leurs radars de les détecter et la rapidité du raid de riposter. Tous les appareils rentrent à Bangui sains et saufs et la piste est hors d'usage pour plusieurs semaines. Plus important, l'intervention explicite de la France au Nord du 16e parallèle renforce encore la position du Tchad dans la confrontation.
Le lendemain, en réponse, un bombardier Tu-22 de l'armée de l'air libyenne attaque l'aéroport de N'Djaména en passant par un couloir aérien civil au-dessus du Niger. Malgré l'action des canons antiaériens, une de ses bombes touche la piste qui est réduite pendant plusieurs heures obligeant à la fermer au trafic, avant d'être réparée par le génie de l'air français. Le Tu-22 s'écrase lors de son retour à la base sans que la raison en soit formellement connue. Dans les jours qui suivent, d'autres vols sont effectués par les deux camps, un Mirage IV français survole Ouadi Doum pour reconnaître les dégâts du bombardement, un Mig 25 fait de même sur la capitale tchadienne, des patrouilles sont également organisées,,,.

### Opération Épervier et combats sur le16eparallèle
,,,,

### Délitement du GUNT et guerilla dans le Tibesti
,,,,,

## Déroulement du conflit

### Prise de Faya Largeau
,,,,

### Prise de Ouadi Doum et Faya Largeau
,,,,

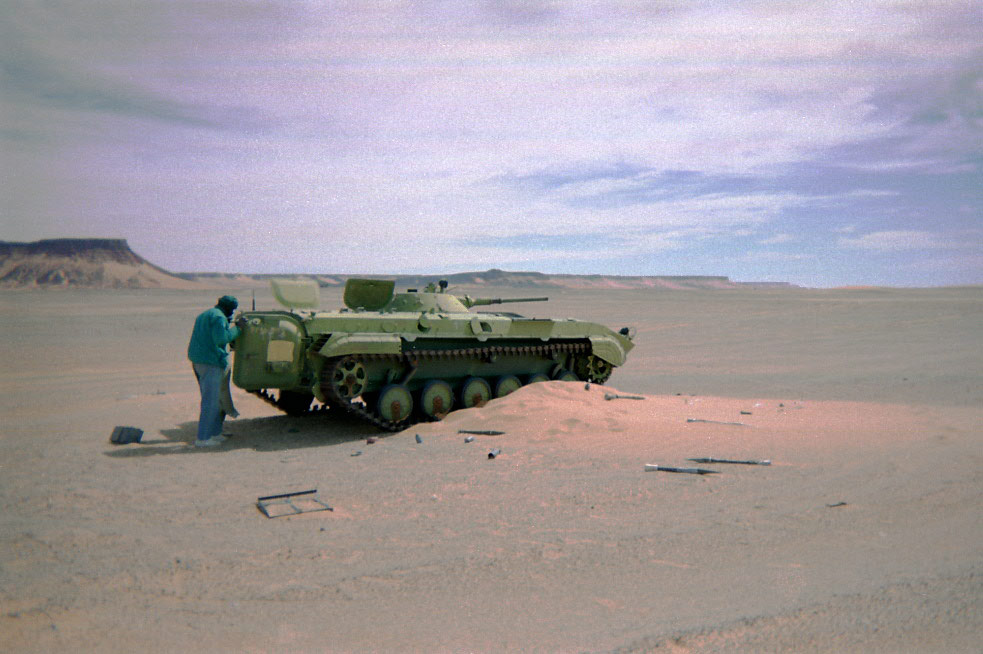
BMP-1 libyen abandonné entre Gouro et Ounianga Kébir

La base de Ouadi Doum est prise par les forces tchadiennes le 22 mars 1987 après deux heures de combat.

### Combats pour Aozou
,,

### Bataille de Maaten al-Sarra
,,

### Cessez-le-feu
,

## Événements ultérieurs
,,,

## Conséquences

### Militaires
,,,

### Politiques
,